# Skurupspartiet
Skurupspartiet är ett lokalt politiskt parti i Skurups kommun, som bildades inför valet till kommunfullmäktige 2018. 
I valet till kommunfullmäktige i Skurups kommun 2018 fick partiet 2,73 procent av rösterna vilket motsvarade 277 röster och fick därmed ett mandat av kommunfullmäktiges 41 platser.